# Sladkorna bolezen tipa 2
Sladkorna bolezen tipa 2 (tudi od inzulina neodvisni diabetes ali starostni diabetes) je bolezen zaradi relativnega pomanjkanja inzulina, ki je posledica premajhne sekrecije glede na raven glikemije in zaradi neodzivnosti perifernih receptorjev na inzulin. Bolniki navadno ne potrebujejo zdravljenja z insulinom, pač pa nadzorovanje telesne mase, dieto in peroralna antidiabetična zdravila, npr. derivate sulfonilsečnine in redkeje bigvanide. Sladkorna bolezen tipa 2 je v razvitem svetu v porastu. Dejavniki tveganja za razvoj bolezni so predvsem debelost, telesno neaktiven način življenja in starost. O sladkorni bolezni govorimo, kadar krvne koncentracije glukoze na tešče presežejo vrednost 7 mmol/L oziroma 10 mmol/L eno do dve uri po obroku.

## Patogeneza
Pri sladkorni bolezni tipa 2 je izločanje inzulina nezadostno glede na potrebe. Raven inzulina v krvi je običajno visoka, zlasti v začetni stopnji bolezni, vendar inzulin ne more zadostno znižati koncentracije krvnega sladkorja zaradi neobčutljivosti perifernih tkiv za inzulin in zaradi zvečanega nastajanja glukoze v jetrih. Kasneje upadeta tudi sinteza in izločanje inzulina, kar še poveča krvne vrednosti glukoze. Običajno se bolezen razvije v odrasli dobi; njena pojavnost se veča s starostjo. Zaradi kronične hiperglikemije pride do motenj presnove ogljikovih hidratov, maščob in beljakovin, kar povzroča trajne okvare malih žil, ledvic in oči, velikih žil v obliki ateroskleroze ter drugih tkiv ali organskih sistemov. Če ta osnovna presnovna motnja traja dlje, nastanejo številne težave aterosklerotičnega tipa. Prihaja do raznovrstnih zapletov na krvnih žílah, živcih in organih. Na krvne žile se nalagajo maščobne obloge, na katere se kasneje vežejo tudi kalcijeve soli. Tako postanejo žile ožje in neprožne in ne morejo več prehranjevati tkiv, ki zaradi tega začnejo počasi odmirati.

## Dejavniki tveganja
Povišan krvni tlak (hipertenzija) je prisoten pri približno 60 % sladkornih bolnikov in verjetno igra pomembno vlogo v nastanku bolezni, vendar je pri nekaterih bolnikih najprej prisotna sladkorna bolezen in se nato pojavi še povišan krvni tlak, v nekaterih primerih pa je zaporedje pojava hipertenzije in sladkorne bolezni obratno – najprej nastopi povišanje krvnega tlaka, ki mu sledijo obočasne hiperglikemije in nato kronično stanje hiperglikemije, ki sovpada s sočasno zmanjšano odzivnostjo za inzulin. Pojavnost sladkorne bolezni je višja pri hipertenzivnih bolnikih kot pri
ljudeh normalnimi vrednostmi krvnega tlaka. Pri zmanjšani odzivnosti za inzulin, ki je najpomembnejši napovedni dejavnik
tveganja za kasnejši razvoj sladkorne bolezni, je dedni dejavnik izredno močan, vendar so v razvoj vpleteni tudi dejavniki iz okolja.

## Znaki in simptomi
Značilni simptomi sladkorne bolezni so poliurija (pogosto uriniranje), polidipsija (obilno pitje), polifagija (povečan občutek lakote) in pridobivanje telesne mase. Drugi simptomi, ki se še pogosto pojavljajo, so motnje zamegljen vid, srbež, periferna nevropatija, ponavljajoče se nožnične okužbe in utrujenost. Vendar pa mnogi bolniki v prvih letih bolezni nimajo simptomov in jim sladkorno bolezen tipa 2 odkrijejo med rutinskimi pregledi.

## Zdravljenje
Zdravljenje je usmerjeno v nadzor nad hiperglikemijo in s tem blaženje simptomov in preprečevanje zapletov. Cilji zdravljenja so vzdrževanje ravni glukoze v krvi v vrednostih med 80 in 120 mg/dL krvi (4,4 do 6,7 mmol/L) podnevi in 100 do 140 mg/dL (5,6 do 7,8 mmol/L)krvi ponoči. Uveljavljeno zdravljenje se izvaja z dieto, telesno aktivnostjo in farmakološkimi učinkovinami, kot so inzulin, bigvanidi, derivati sulfonilsečnine in tiazolidindioni. Bolnik običajno najprej prejme eno peroralno antidiabetično zdravilo, če pa to ni dovolj učinkovito, pa kombinacijo dveh ali več zdravil. Če pa tudi kombinacija peroralnih antidiabetikov ne daje zadovoljivih izidov, je potrebna aplikacija inzulina.
Zdravila za zdravljenje sladkorne bolezni imajo znatne stranske učinke, npr. hipoglikemijo, porast telesne mase in edem. Pri zdravljenju je po navadi potrebna kombinacija več različnih zdravil hkrati, zato je potreba po novih načinih zdravljenja velika. Kot uporabno se je že izkazalo zdravljenje z inkretini, predvsem z glukagonu podoben peptid 1 (GLP-1), saj le-ta stimulira izražanje inzulinskega gena, posredno poveča inzulinsko občutljivost, stimulira proliferacijo obstoječih in zorenje izvornih celic beta ter zavira njihovo apoptozo.

## Epidemiologija
| ni podatka ≤ 7,5 7,5–15 15–22,5 22,5–30 30–37,5 37,5–45 | 45–52,5 52,5–60 60–67,5 67,5–75 75–82,5 ≥ 82,5 |

Po ocenah je leta 2010 živelo na svetu 285 milijonov bolnikov s sladkorno boleznijo tipa 2, kar znaša 90 % vseh primerov sladkorne bolezni. To predstavlja okoli 6 % odrasle svetovne populacije. Bolezen je pogosta tako v razvitih dražvah kot v državah v razvoju, redka pa je v nerazvitem svetu. V Evropi ima sladkorno bolezen tipa 2  10 do 15 milijonov ljudi in to število bo predvidoma do leta 2025 naraslo na 60 milijonov. Okrog 50 milijonov ljudi v Evropi ima eno od oblik motenj presnove, ki so povezane s kasnejšim nastankom sladkorne bolezni tipa 2.